# Хартли, Лесли Поулз
Лесли Поулз Хартли (англ. Leslie Poles Hartley, подписывал произведения Л. П. Хартли; 30 декабря 1895, Уиттлси, Кембриджшир — 13 декабря 1972, Лондон) — английский писатель, кавалер Ордена британской империи (CBE, командор), автор нескольких сборников рассказов и романов, по самому известному из которых, The Go-Between снят фильм (сценарий Гарольда Пинтера). Значительное место в творчестве Хартли занимает мистика: он признанный мастер жанра «история с привидениями» (англ. ghost story).

## Биография
Лесли Поулз Хартли родился в Кембриджшире, образование получил в Клифтон-колледже (англ. Clifton College) и элитной школе Хэрроу, а в 1915 году начал читать курс современной истории в Оксфорде (Баллиол-колледж), где подружился с Олдосом Хаксли. В 1916 году Хартли пошёл в армию, но по состоянию здоровья на фронт не попал и в 1919 году вернулся в Оксфорд, где в 1920—1922 годах начал публиковаться, сначала в сборниках Oxford Poetry. Здесь же в 1921 году он познакомился с супружеской четой Асквитов: с Синтией они остались друзьями на всю жизнь. Именно по просьбе Асквит, набиравший материал для сборника рассказов ужасов Хартли и написал свои первые «рассказы с привидением».
В это время Хартли был также членом кружка леди Оттолайн Морелл, собиравшегося в её загородном доме в Гарсингтоне: здесь он регулярно общался с лордом Дэвидом Сесилом, Олдосом Хаксли, Вирджинией Вулф, Эдит и Осбертом Ситвеллами, Эдит Уортон и Элизабет Боуэн. В 1922 году (после неудачной помолвки с Джоан Ньюс из Сассекса) Хартли перенёс нервный срыв и после этого — по совету давнего друга, литератора Клиффорда Китчена, — большую часть времени стал проводить в Венеции.
В 1923 году Хартли покинул Оксфорд (с титулом Second Class Honours, в Новейшей истории), а в декабре был представлен Константу Хантингтону, американскому издателю, который сыграл решающую роль в становлении его литературной карьеры.
Начиная с 1923 года и в течение последующих тридцати лет Хартли регулярно рецензировал художественную литературу в ведущих британских изданиях («Сэтердей ревью», «Скетч», «Обсервер», «Уик-энд ревью», «Тайм энд Тайд»). Первый же сборник рассказов Хартли, «Ночные страхи» (Night Fears, 1924 год) принес ему известность. Однако свой первый роман «The Shrimp and the Anemone» он опубликовал лишь в 1944 году, уже как первую часть трилогии Юстес и Хильда (Мемориальная премия Джеймса Тейта Блэка, 1947 год). Всемирную известность Хартли принес роман «Посредник» (The Go-Between, премия Heinemann Foundation Prize от Королевского литературного Общества, 1954).
Подробного анализа мистические рассказы Хартли удостоились в антологии Джека Салливана «Elegant Nightmares: The English Ghost Story From Le Fanu to Blackwood» (1978) и позже в работе С. Т. Джоши «The Evolution of the Weird Tale» (2004).
Л. П. Хартли умер в 1972 году. По словам лорда Дэвида Сесила, «…он был одним из самых выдающихся и оригинальных современных романистов, сумевшим из множества разнообразнейших элементов создать яркий и богатый мир. Хартли был наблюдательным историком-бытописателем и глубоким знатоком человеческой натуры. Обладая поистине готическим воображением, и то и другое он видел в ореоле мистического света — или в мистическом мраке».

## Основные произведения
- Night Fears (1924), сборник рассказов
- Simonetta Perkins (1925)
- The Killing Bottle (1932), сборник рассказов
- The Shrimp and the Anemone (1944), трилогия Eustace and Hilda, часть I
- The West Window (1945)
- The Sixth Heaven (1946), трилогия Eustace and Hilda, часть II
- Eustace and Hilda (1947), трилогия Eustace and Hilda, часть III
- The Travelling Grave and Other Stories (1948), сборник рассказов
- The Boat (1949)
- My Fellow Devils (1951)
- The Go-Between (1953)
- The White Wand and Other Stories (1954), сборник рассказов
- A Perfect Woman (1955)
- The Hireling (1957)
- Facial Justice (1960)
- The Bachelors (1960), с Мюриэл Спарк
- Two for the River (1961), сборник рассказов
- The Brickfield (1964)
- The Betrayal (1966)
- Essays by Divers Hands, Volume XXXIV (1966), издатель
- The Novelist’s Responsibility (1967), сборник эссе
- Poor Clare (1968)
- The Collected Short Stories of L. P. Hartley (1968)
- The Love-Adept: A Variation on a Theme (1969)
- My Sisters' Keeper (1970)
- Mrs. Carteret Receives (1971), сборник рассказов
- The Harness Room (1971)
- The Collections: A Novel (1972)
- The Will and the Way (1973)
- The Complete Short Stories of L. P. Hartley (1973)
- The Collected Macabre Stories (2001)